# The Soviet Story
Pour plus de détails, voir Fiche technique et Distribution.
The Soviet Story est un film documentaire letton réalisé en 2008. Il traite de la collaboration des régimes soviétique et allemand avant l'année 1941. Il a été écrit et dirigé par Edvins Snore (en) et financé par le Groupe l'Union pour l'Europe des nations (droite nationaliste) du Parlement européen.
Le film comporte une série d'interviews d'historiens tels que Norman Davies et Boris Sokolov, de l'écrivain dissident Vladimir Boukovski, membre du Parlement européen, et de victimes de la terreur soviétique.

## Description

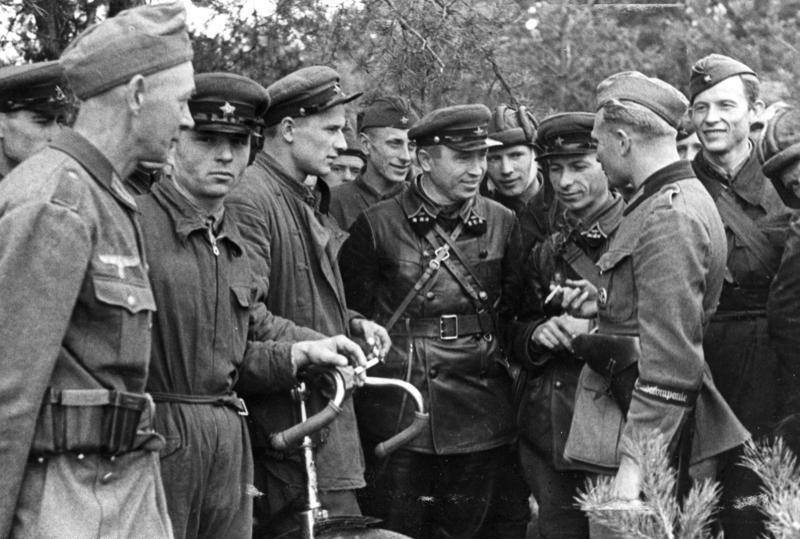
Rencontre de soldats nazis et soviétiques en Pologne en septembre 1939.

Le film montre les relations entre les régimes nazi et soviétique avant et pendant la Seconde Guerre mondiale.
Le film se focalise en particulier sur :
- les Grandes Purges[2] ;
- la Grande famine soviétique[2] ;
- le Pacte Molotov-Ribbentrop[2] ;
- le Massacre de Katyń[2] ;
- la collaboration en les services secrets soviétique et nazi (NKVD-Gestapo)[2] ;
- les déportations de masse soviétiques[2] ;
- les expérimentations médicales soviétiques dans les goulags[2].

## Fiche technique
- Réalisation : Edvīns Šnore
- Photographie : Edgars Daugavvanags et Uvis Brujāns
- Montage : Nic Gotham
- Production : Kristaps Valdnieks
- Langue : (en + ru)

## Festivals et récompenses
Le film a été à l'affiche des festivals suivants :
- 2008 : Boston Film Festival, États-Unis ; The Soviet Story a reçu le prix  Mass Impact Award ;
- 2008 : KinoLev Film Festival - Lviv, Ukraine ;
- 2008 : Black Nights Film Festival ;– Tallinn, Estonie ;
- 2008 : Arsenals Film Festival - Riga, Lettonie ;
- 2008 : Promitey Film Festival - Tbilisi, Géorgie ;
- 2008 : Baltic Film Festival – Berlin, Allemagne ;
- 2009 : Sedona International Film Festival (en) – Sedona, Arizona, États-Unis ;
- 2009 : Mene Tekel festival - Prague, République tchèque ;
- 2009 : Politicsonfilm Film Festival - Washington, États-Unis.

En 2009, le film a été nommé au festival cinématographique national letton bisannuel Lielais Kristaps, dans la catégorie meilleur documentaire.
En 2008, le président letton Valdis Zatlers a récompensé le directeur du film Edvins Snore de l'Ordre des Trois Étoiles.
En 2009, Edvīns Šnore a aussi reçu pour ce film la médaille de l'Ordre de la Croix de Terra Mariana.